# Pierre Repellini

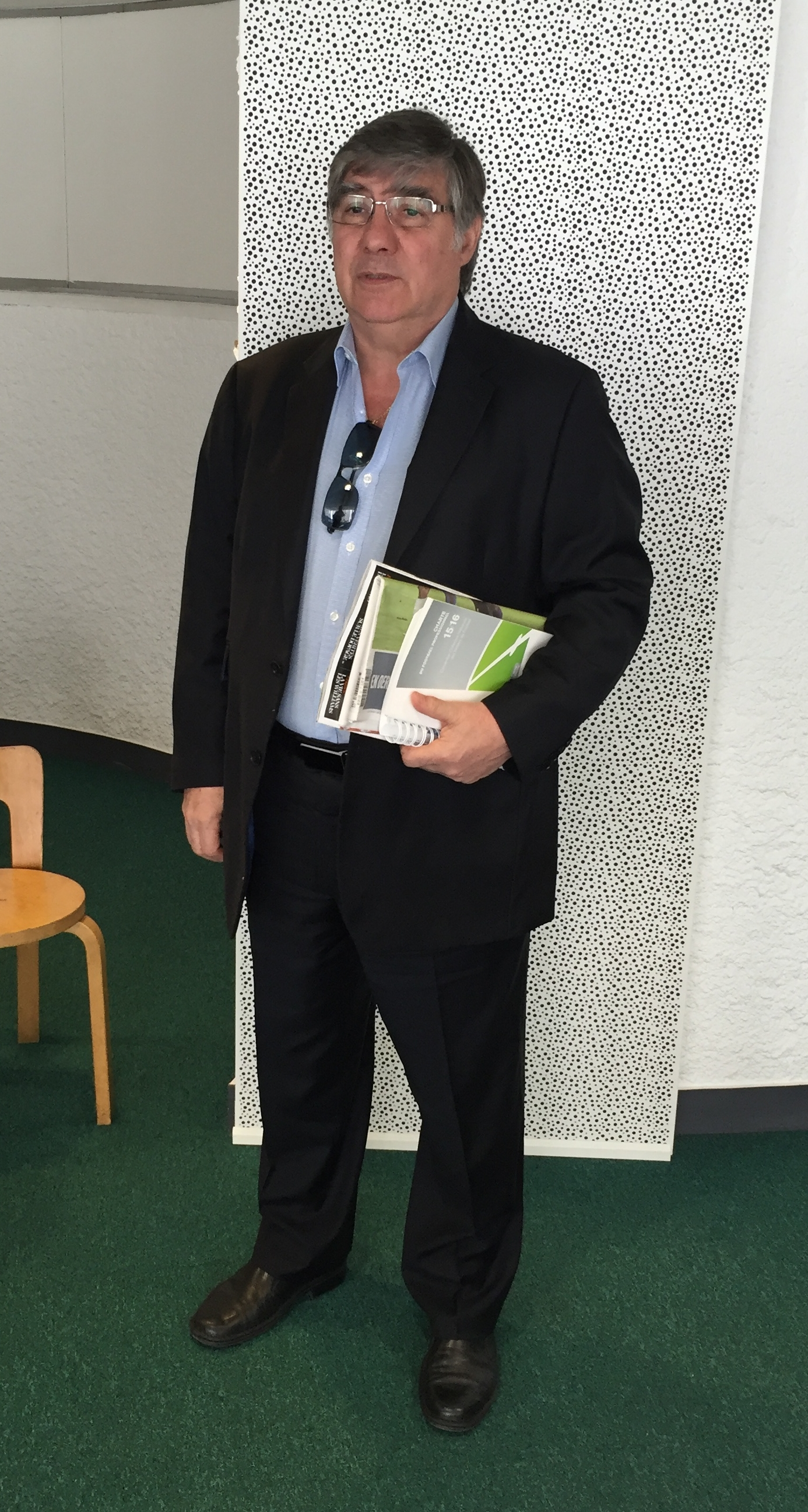
Pierre Repellini

Pierre Repellini (* 27. Oktober 1950 in Hyères) ist ein ehemaliger französischer Fußballspieler und -trainer und jetziger Funktionär der französischen Fußballtrainergewerkschaft. Seine gesamte Profizeit als Spieler verbrachte er bei der AS Saint-Étienne und er lief vier Mal für die Nationalelf seines Landes auf.

## Als Spieler im Verein
Repellini wuchs in der südfranzösischen Stadt Hyères auf und in seiner Jugend beim dort angesiedelten FC Hyères mit dem Fußballspielen, wobei der 173 Zentimeter große Spieler zunächst Stürmer war. 1969 wurde er vom Talentscout Pierre Garonnaire entdeckt und dieser konnte ihn überzeugen, in die Jugendabteilung des Profiklubs AS Saint-Étienne zu wechseln. Mit Albert Batteux war es der Trainer der ersten Mannschaft, der den technisch sehr begabten und durch aggressive Spielweise auffallenden Akteur zum Wechsel vom Sturm in die Außenverteidigung bewegte. Allerdings blieb er fortan vielseitig einsetzbar und spielte in einigen Fällen auch im Mittelfeld und im Sturm. Batteux ermöglichte ihm im Verlauf der Saison 1970/71 die Aufnahme in die Erstligamannschaft, für die der damals 20-Jährige am 13. Dezember 1970 bei einer Begegnung gegen die AS Nancy debütieren konnte. Trotz zahlreicher namhafter Konkurrenten lief er bis zum Saisonende neun Mal für eine Mannschaft auf, die den zweiten Tabellenplatz belegte. 
In der Spielzeit 1971/72 wurde er zum festen Bestandteil der Mannschaft und wurde regelmäßig aufgeboten, wenngleich er keinen festen Stammplatz erhielt. Gegen den 1. FC Köln absolvierte der junge Spieler zudem seine ersten beiden Partien im europäischen Wettbewerb, auch wenn seine Mannschaft sich dabei nicht für die nächste Runde qualifizieren konnte. 1973 schaffte er endgültig den Durchbruch und bildete an der Seite von Oswaldo Piazza, Gérard Farison und Alain Merchadier einen Teil der Abwehrkette. Diese ließ mit 40 Gegentoren weniger zu als die Verteidiger sämtlicher anderer Mannschaften und leistete dadurch ihren Beitrag zum Gewinn der Meisterschaft 1974, die für Repellini den ersten nationalen Titel seiner Laufbahn darstellte. Gekrönt wurde dies durch den Einzug ins nationale Pokalfinale 1974, in dem der Spieler ebenfalls auf dem Platz stand und dank eines 2:1-Siegs gegen die AS Monaco auch diese Trophäe gewann. Im Anschluss daran forderte das Nachwuchstalent Gérard Janvion Repellini heraus. Daher war er nicht mehr völlig unumstritten, wurde aber weiterhin regelmäßig aufgeboten und leistete so seinen Beitrag zur Verteidigung des Meistertitels, die 1975 gelang. Hinzu kam im Pokalendspiel 1975 die Chance auf den zweiten Doppelerfolg in Pokal und Meisterschaft in Serie. Dieser gelang zwar durch ein 2:0 gegen den RC Lens, doch befand sich Repellini beim Endspiel nicht auf dem Rasen. 1976 folgte der dritte Meistertitel in Serie und daneben gelang der Einzug ins Finale des Europapokals der Landesmeister 1975/76. Bei diesem wurde er aufgeboten, musste jedoch durch eine 0:1-Niederlage gegen den FC Bayern München die Hoffnungen auf einen möglichen internationalen Titel begraben. Trotzdem wurden er und seine Teamkameraden als Anerkennung für ihre Leistungen im europäischen Wettbewerb zu einem Empfang beim damaligen Staatspräsidenten Valéry Giscard d’Estaing geladen.
Nach 1976 konnte Saint-Étienne nicht an seine Erfolgsserie in der Liga anknüpfen, schaffte aber den Sprung ins nationale Pokalfinale 1977. Repellini musste ein weiteres Mal zusehen, als seine Kollegen durch ein 2:1 gegen den Stade Reims die Trophäe für sich beanspruchten. Da er weiterhin keinen festen Platz in der Hintermannschaft hatte, durfte er im Verlauf der Saison 1977/78 sich zeitweise auf seiner alten Position im Sturm versuchen, als der eigentlich dort spielende Hervé Revelli eine Krise durchlitt. Als Piazza dem Verein 1979 den Rücken kehrte, konnte Repellini dessen Platz in der Defensive übernehmen. Es folgte ein letztes erfolgreiches Jahr, bei dem er sich ein letztes Mal auf der europäischen Bühne präsentierte und mit der Mannschaft Tabellendritter wurde. 1980 beendete der damals 29-Jährige nach 190 Erstligapartien mit 13 Toren, die er ausschließlich für Saint-Étienne bestritt, seine Profilaufbahn und kehrte in seine Heimat zum drittklassig antretenden FC Hyères zurück. Dem folgte 1983 ein Wechsel zur Olympique Saint-Maximin, für die er antrat, bis er 1986 das Fußballspielen endgültig aufgab.

## Nationalmannschaft
Am 8. September 1973 debütierte Repellini im Alter von 22 Jahren bei einem 3:1-Erfolg gegen Griechenland für die französische Nationalelf. Anschließend wurde regelmäßig auf ihn zurückgegriffen, bis er am 18. Mai 1974 bei einem 0:1 gegen Argentinien sein viertes und letztes Länderspiel bestritt. Sämtliche Einsätze im Trikot seines Landes konnte er somit in der Saison seiner ersten Meisterschaft verbuchen.

## Trainerkarriere und Funktionärslaufbahn
Direkt nachdem er 1986 mit dem Fußballspielen aufgehört hatte, wurde er bei seinem früheren Verein Saint-Étienne als Leiter der Jugendabteilung eingestellt. Den Posten behielt er, bis er 1991 zum Drittligisten AS Lyon-Duchère ging und dort das Traineramt übernahm. 1992 fand er beim Zweitligisten Red Star Paris eine Anstellung als Co-Trainer, als welcher er seinem früheren Mannschaftskollegen und Trainer Robert Herbin assistierte. In der Saison 1994/95 wurde er zum Cheftrainer befördert und blieb im Amt, bis er 1996 wegen mangelnden sportlichen Erfolgs entlassen wurde. 1997 kehrte er zu Saint-Étienne zurück, wo er gemeinsam mit Robert Herbin als Trainer tätig war. Mit dem inzwischen nur noch zweitklassigen Verein wäre er am Saisonende 1997/98 fast abgestiegen, weswegen er den Verein wieder verlassen musste. Gemeinsam mit Jean-Luc Girard übernahm er 1999 seinen in die dritte Liga abgerutschten früheren Arbeitgeber Red Star Paris. 2000 wechselte er ins Jugendzentrum des Klubs, bevor er im Januar 2001 erneut zum Trainer der ersten Mannschaft wurde. Diese konnte er jedoch nicht vor dem Abstieg bewahren, sodass er das Amt im Sommer 2001 aufgab.
2002 wurde Repellini zum Vizepräsidenten der nationalen Trainergewerkschaft UNECATEF. In diesem Posten verblieb er fortan langjährig.